# Jeon Sang-guk
Jeon Sang-guk (en hangeul : 전상국), né le 24 mars 1940 dans la province de Gangwon-do, en Corée du Sud, est un auteur sud-coréen. 

## Biographie
Jeon Sang-guk est né le 24 mars 1940 dans la province de Gangwon-do, en Corée du Sud. Jeon est diplômé de l'université Kyung Hee avec l'équivalent d'un master en littérature coréenne. Il a travaillé pendant de nombreuses années en tant que professeur de lycée, puis en tant que professeur de littérature coréenne à l'université nationale de Kangwon.

## Œuvre
Jeon Sang-guk a beaucoup écrit sur ses expériences personnelles concernant la Guerre de Corée et la division nationale et notamment sur les conséquences tragiques de ces événements. Pour Jeon, cependant, la vraie souffrance n'est pas la guerre en elle-même mais bien ses conséquences, notamment dans les familles déchirées et les maisons perdues. La guerre est l'occasion pour l'auteur de se servir du drame du conflit pour révéler la complexité des relations humaines. Dans La famille de Ahbe (Abe-ui gajok), les blessures laissées par la guerre sont symbolisées par un enfant handicapé ayant subi un viol, et abandonné par sa mère qui émigre aux États-Unis. Cependant, la mère, rongée par les remords, ne parvient pas à trouver la paix dans sa nouvelle vie. La tragédie, par conséquent, se situe non seulement au niveau du viol de l'enfant handicapé, mais aussi dans la volonté de fuir de la mère. Le roman-feuilleton de Jeon La route (Gil), étudie les conséquences de la guerre à travers les problèmes rencontrés par le personnage Gajok Isan qui voit sa famille séparée par la guerre et la division nationale. Dans les années 1980, Jeon Sang-guk, qui a travaillé pendant longtemps comme instituteur, a élargi l'éventail de ses sujets en portant son attention sur les problèmes liés à l'éducation. Ses histoires telles que Les Larmes d'une idole (Usang-ui nunmul), Le Crissement des porcelets (Doeji saekkideurui ureum) et Les yeux de l'obscurité (Eumji-ui nun) prennent l'espace confiné de l'école comme cadre sociologique pour explorer les relations problématiques entre les enseignants et les étudiants, ainsi que les problèmes parmi les étudiants eux-mêmes car tous ces problèmes sont en corrélation avec les problèmes de la société en général.
En 1977, il remporte le Prix de littérature contemporaine (Hyundae Munhak) pour Lynchage (Sahyeong 私刑) et Se dépouiller de sa coquille (Kkeopdegi beotgi) et en 1980, le Prix Dong-in pour Nos ailes (Urideurui nalgae).